# Ferrovia Avezzano-Roccasecca
La ferrovia Avezzano-Roccasecca, detta anche Ferrovia del Liri, è una linea ferroviaria italiana che va da Avezzano a Roccasecca attraversando per lo più la valle Roveto e il fondo valle del Liri fino a Sora; a scartamento ordinario, non è elettrificata.

## Storia
| Tratta             | Inaugurazione   |
| ------------------ | --------------- |
| Roccasecca-Arce    | 4 dicembre 1884 |
| Arce-Sora          | 1º luglio 1891  |
| Sora-Balsorano     | 10 ottobre 1895 |
| Balsorano-Avezzano | 20 agosto 1902  |

(Paolo Rumiz, Le terre di mezzo)

Il progetto iniziale di cui faceva parte la Avezzano-Roccasecca: una direttrice nord-sud che accorciasse il percorso e non attraversasse il confine di stato (in)

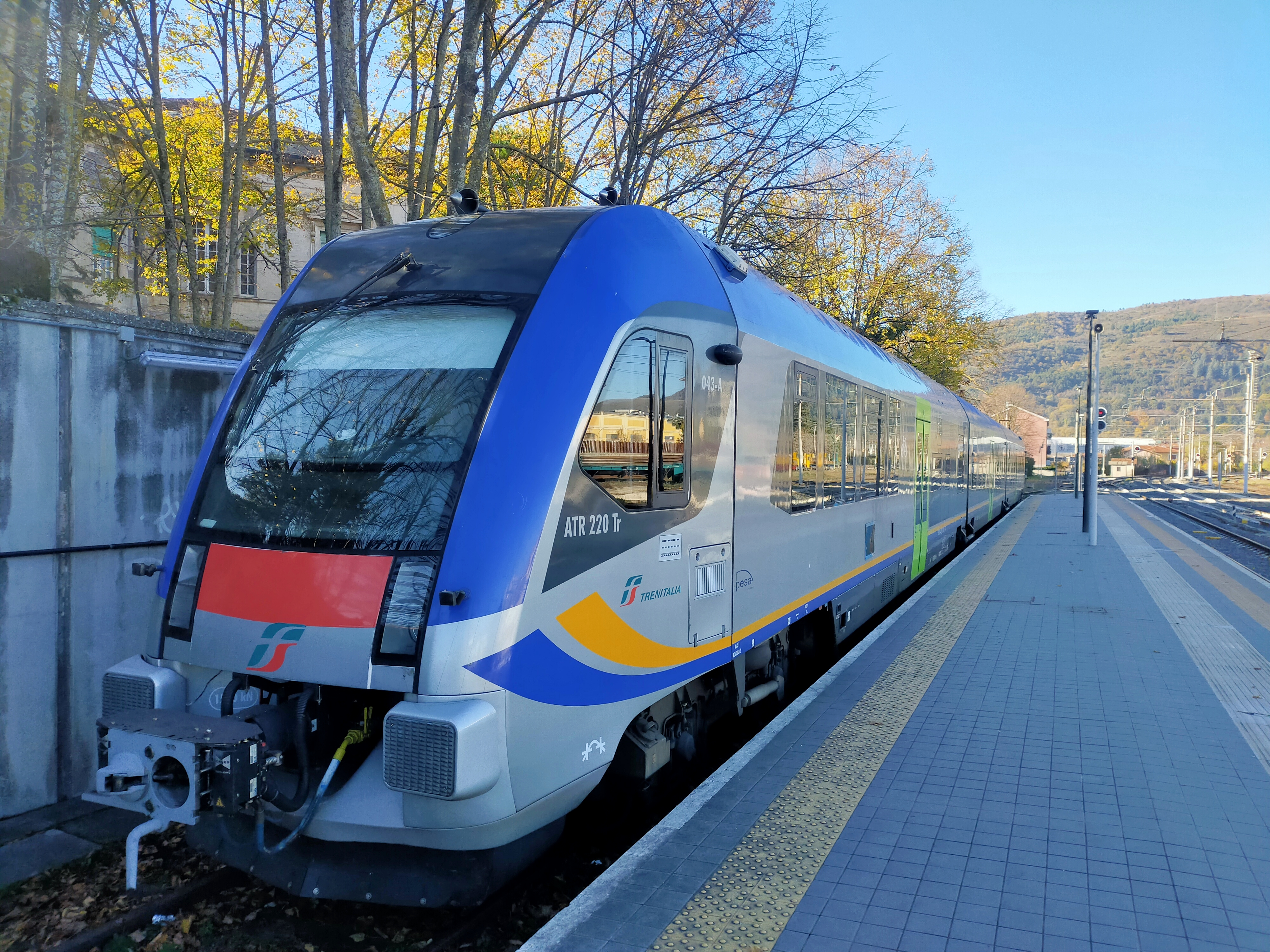
ATR Swing alla stazione di Avezzano

La storia della linea è molto complessa, fatta dall'alternarsi di una serie di progetti abortiti e altrettante complicazioni durante la realizzazione della tratta effettiva e della sua manutenzione.
Un primo progetto originario prevedeva di collegare Terni e Rieti attraverso Avezzano, Sora ed Atina direttamente con Napoli. La messa all'opera del percorso studiato era troppo costosa e i lavori furono orientati verso una linea più diretta lungo la valle del Liri.
Questa direttrice era di particolare importanza strategica subito dopo l'Unità d'Italia, quando Firenze era capitale del Regno d'Italia e Napoli la città più popolosa. Infatti l'unica ferrovia che collegava le due città era quella per Roma, territorio pontificio ancora nelle mani del Papa, che vedeva nel Regno d'Italia una minaccia ed un nemico. La risoluzione della Questione romana appariva ancora molto lontana e il governo italiano aveva bisogno di una linea che garantisse il collegamento tra le due città nel caso in cui il pontefice avesse interrotto la ferrovia a Roma; questa poteva essere costituita dalla Terni-Avezzano-Roccasecca, insieme alle già esistenti Firenze-Perugia-Terni e Roccasecca-Napoli. Con la legge n. 2279 del 1865 il governo si impegnò a realizzare il progetto della Terni-Roccasecca entro l'anno seguente, ma ciò non avvenne.
Nonostante la Questione romana si fosse risolta prima del previsto con la breccia di Porta Pia, la direttrice Terni-Rieti-Avezzano-Roccasecca rimaneva importante per fornire un collegamento diretto tra l'Abruzzo e Napoli. Infatti già dal 1871 era in costruzione la ferrovia Pescara-L'Aquila-Rieti, che avrebbe dovuto continuare con un ramo per Roma ed uno per Avezzano e Napoli; alla fine però la costruzione del secondo fu posticipata, mentre al posto del primo venne costruito il ramo Rieti-Terni, il primo dei tre dell'itinerario Terni-Roccasecca, inaugurato nel 1883.
Intanto la Avezzano-Roccasecca era stata inclusa nella Tabella B della Legge Baccarini del 1879. I tre cantieri principali lavoravano a Sora, Roccasecca e Avezzano. Mentre le prime due città furono collegate in tempi regolari (la linea fu inaugurata nel 1897), Avezzano e Sora dovranno aspettare il 1902 perché i lavori furono rallentati dalle asperità del territorio montano e dall'altimetria della gola presso Capistrello, dove tra la fine dell'Ottocento e il 1902 venne realizzata la galleria elicoidale, un sistema di sette trafori che permette di superare un dislivello di circa 100 metri in 5 km di tracciato con una pendenza media del 20 per mille. L'infrastruttura è situata in uno spazio angusto tra Capistrello e Pescocanale (AQ).
La ferrovia Rieti-Avezzano, che costituiva l'ultimo tronco della Terni-Roccasecca e avrebbe completato l'itinerario, venne più volte progettata e proposta, ma non fu mai realizzata; avrebbe dovuto attraversare il Cicolano passando per la valle del Salto, con un percorso simile alla strada statale 578 Salto Cicolana..

### Sospensione e riattivazione del servizio

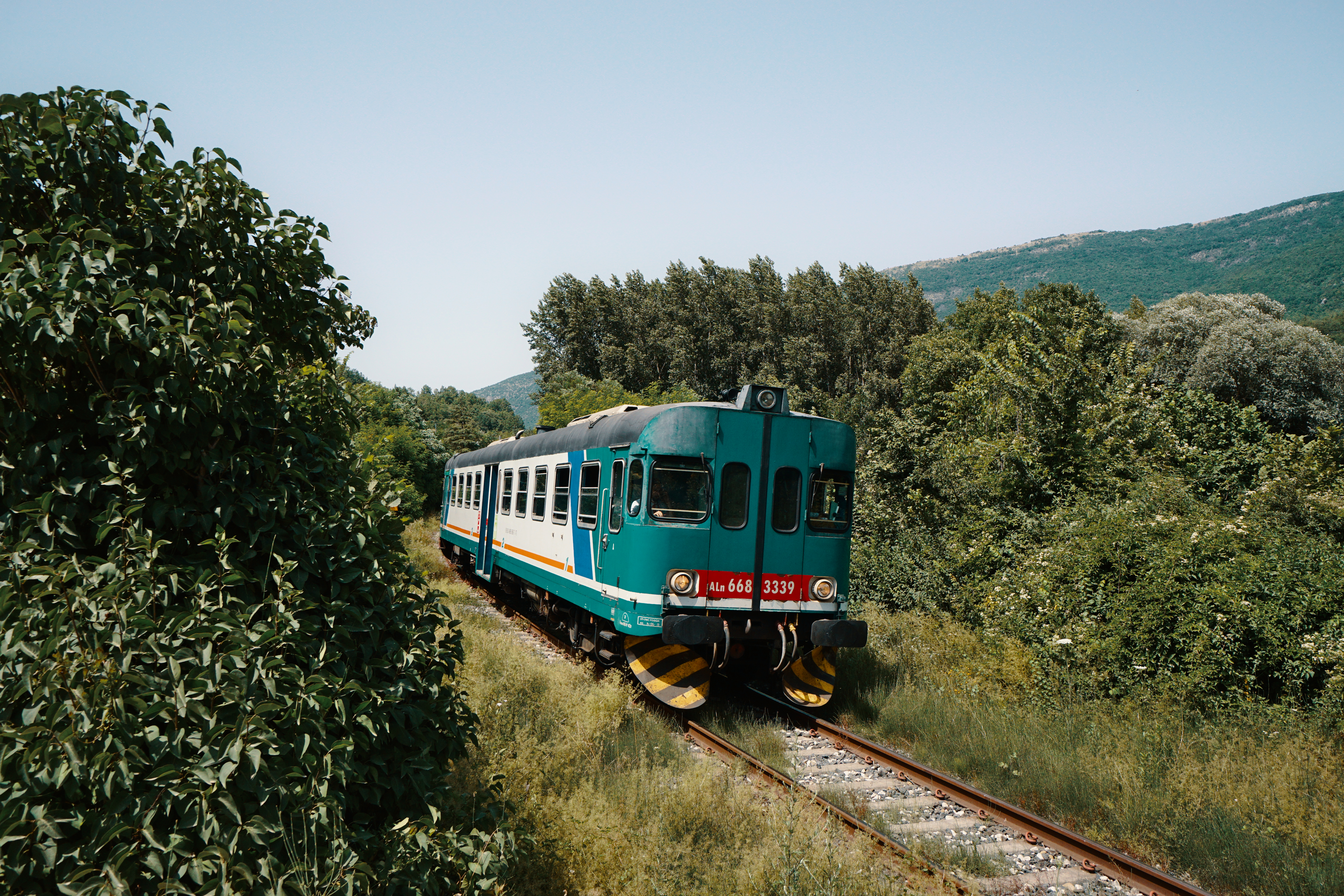
Automotrice ALn 668.3339 in corsa presso Civitella Roveto

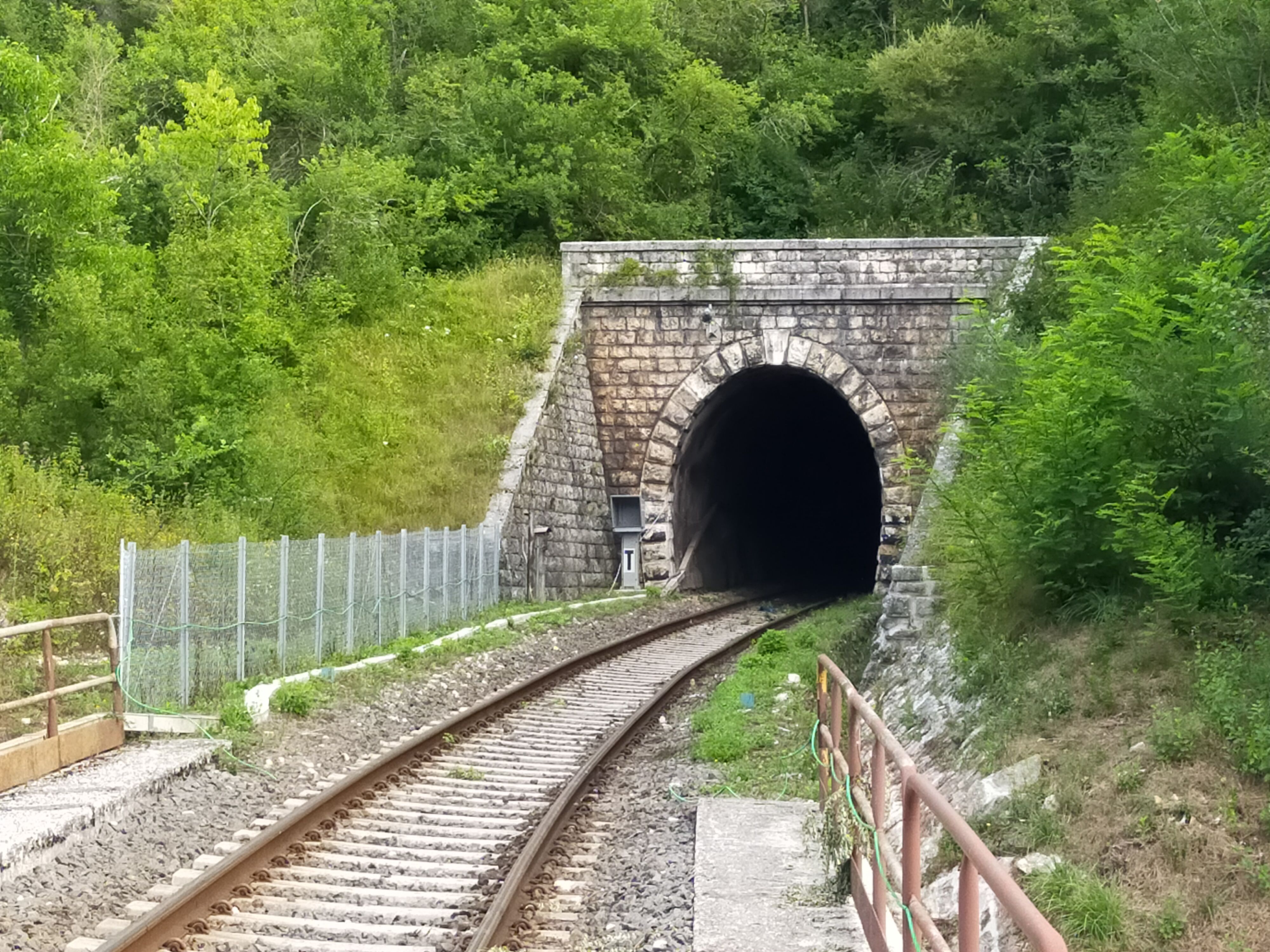
Ingresso della galleria elicoidale di Capistrello, lato Cupone

Nel luglio 2013 è stato sospeso il servizio ferroviario, sostituito da autobus; il 9 settembre 2013 la sospensione, ufficialmente dovuta alla necessità di svolgere lavori di manutenzione straordinaria, è stata confermata. Nello stesso periodo si è costituito il Comitato Interregionale Salviamo la Ferrovia Avezzano Roccasecca, la cui attività (consistita nella organizzazione di manifestazioni e convegni, sfociati nella elaborazione di un emendamento alla legge di stabilità 2014, effettivamente presentato in Senato), in sinergia con le istituzioni locali, ha fatto sì che all'inizio del 2014 venissero appaltati i lavori necessari alla riapertura. Il 1º ottobre 2014 è ripartito il servizio ferroviario sulla linea, che prevedeva nei giorni feriali 6 coppie di treni tra Avezzano e Cassino e 2 coppie tra Avezzano e Sora, oltre ad un autobus sostitutivo serale Avezzano-Cassino ed un autobus serale Roccasecca-Sora. Nelle estati 2015 e 2016 la linea è rimasta chiusa per consentire ulteriori lavori di ripristino e rinnovo di traverse e rotaie, il risanamento della galleria Scrime, del sistema dei tunnel della galleria elicoidale di Capistrello e la sostituzione del legname sui 14 ponti della linea.
A partire dell'estate 2022, per un anno circa, RFI ha previsto due interventi per la linea: da un lato le attività propedeutiche (posa delle canalizzazioni lungo i binari, realizzazione dei nuovi Posti Periferici di Movimento e attività funzionali ai sistemi tecnologici) all’attrezzaggio dell’intera linea con l’innovativo sistema ETCS Regional livello 2/3, il più evoluto sistema per la supervisione e il controllo del distanziamento dei treni, del segnalamento e dei sistemi ad esso collegati; dall’altro importanti attività di manutenzione su tutta la linea: manutenzione straordinaria alla travata metallica sita alla km 64+006 (tra Capistrello e Civitella Roveto) e al cavalcaferrovia al km 56+926 (tra Civita d'Antino-Morino e Civitella Roveto), oltre ad interventi nella galleria “Rampucci”, verifiche generali a 2 viadotti e a 13 ponti, nonché la manutenzione a tutti i passaggi a livello e la sostituzione dell'intero armamento meno moderno, per un investimento complessivo di circa 6 milioni di euro.
Per consentire l'esecuzione della prima parte di interventi la linea è stata sospesa e i regionali esercitati con autobus fino al 12 settembre 2022.
Nel gennaio del 2025 sono iniziati i lavori per l'installazione di ERTMS/ETCS.

## Caratteristiche

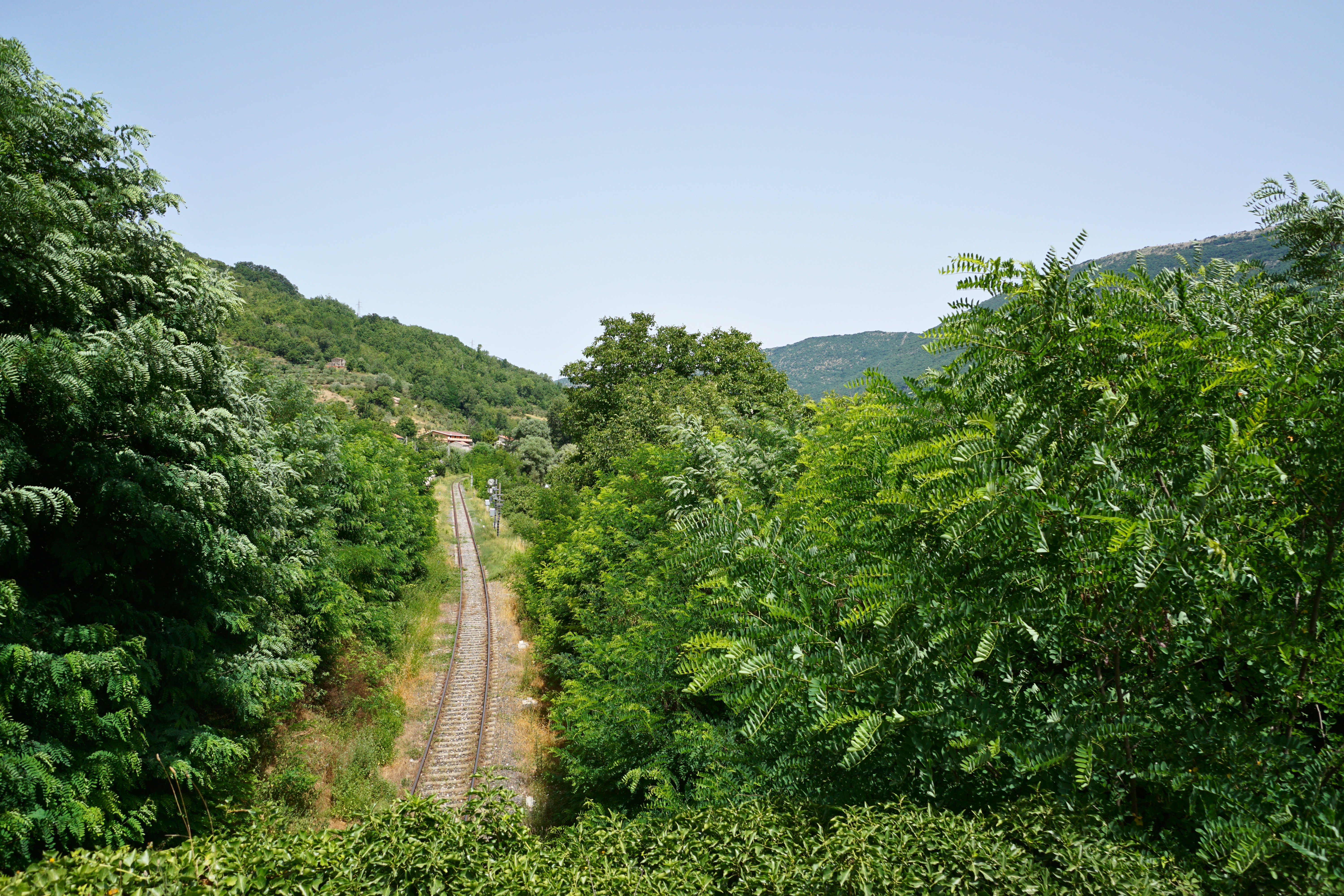
La linea nei pressi di Civitella Roveto

L'intero percorso è a singolo binario e privo di elettrificazione. Vi circolano i treni della relazione Avezzano-Cassino, svolti con materiale a trazione diesel.

### Percorso
|  | Unknown route-map component "STR+l" | Unknown route-map component "CONTfq" |

| Station on track |

| Unknown route-map component "CONTgq" | Unknown route-map component "ABZgr" |  |

| Unknown route-map component "exLCONTgq" | Unknown route-map component "eLABZgr" + Straight track |  |

| Enter and exit tunnel |

| Station on track |

| Unknown route-map component "tSTR+le" | Unknown route-map component "KRWl" + Unknown route-map component "tSTR+r" | Unknown route-map component "tKRW+ra" |

| Stop on track | Unknown route-map component "tSTRe" | Unknown route-map component "tSTR" |

| Enter and exit short tunnel | Enter and exit short tunnel | Unknown route-map component "tSTR" |

| Unknown route-map component "tKRWla" | Unknown route-map component "tKRW+re" + One way leftward | Unknown route-map component "tSTRre" |

| Stop on track |

| Enter and exit short tunnel |

| Unknown route-map component "eHST" |

| Stop on track |

| Station on track |

| Station on track |

| Stop on track |

| Stop on track |

| Stop on track |

| Station on track |

| Stop on track |

| Unknown route-map component "STR+GRZq" |

| Stop on track |

| Station on track |

| Stop on track |

| Enter and exit tunnel |

| Station on track |

| Enter and exit tunnel |

| Stop on track |

| Stop on track |

| Stop on track |

| Station on track |

| Stop on track |

| Unknown route-map component "CONTgq" | Unknown route-map component "ABZg+r" |  |

| Station on track |

|  | One way leftward | Unknown route-map component "CONTfq" |